# Diana Șoșoacă
Diana Iovanovici Șoșoacă (Bucarest, República Socialista de Rumania, 13 de noviembre de 1975) es una abogada y política de extrema derecha rumana. A partir de 2024 es diputada del Parlamento Europeo.

## Carrera
Iovanovici Șoșoacă obtuvo notoriedad en 2020 tras publicar varios mensajes contra las medidas restrictivas de COVID-19 en redes sociales como Facebook. Iovanovici Șoșoacă es exmiembro de la Alianza para la Unión de los Rumanos (AUR) y formó parte del Senado de Rumania por el distrito de Iași desde el 21 de diciembre de 2020. Posteriormente declaró que no quería entrar en el Parlamento de Rumania, pero que se vio obligada por otras personas que la presionaron. El 10 de febrero de 2021, fue excluida del grupo parlamentario de AUR después de que los miembros de AUR Claudiu Târziu y Sorin Lavric propusieran su exclusión por no seguir la estrategia del partido. Posteriormente, el 30 de mayo de 2022, se afilió a S.O.S. Rumania, partido fundado en noviembre de 2021. Iovanovici Șoșoacă es una de las principales figuras antivacunas de pandemia de COVID-19 en Rumania. También apoya la salida de Rumania de la Unión Europea y mantiene una retórica antiinmigración centrada en el médico rumano de origen sirio Raed Arafat.
El 12 de diciembre de 2021, Șoșoacă fue acusada por el canal de televisión italiano Rai 1 de haber secuestrado a la periodista Lucia Goracci tras una entrevista sobre la pandemia de COVID-19. Según el informe, tras un intercambio muy tenso, Diana cerró la puerta de su apartamento y llamó a la policía, alegando que alguien había entrado en su despacho. Tras la llegada de la policía, Șoșoacă insistió en que se borrara toda la grabación. Goracci sostiene que fue golpeada por el marido de Diana. El impasse terminó al cabo de ocho horas tras la intervención de la embajada italiana.
Șoșoacă también ha sido criticada recurrentemente por sus vínculos con Rusia. La agencia de noticias Sputnik, controlada por el Estado ruso, la etiquetó como "la política de 2021 en Rumanía". Además, en marzo de 2022, durante la invasión rusa de Ucrania, Diana se reunió con el embajador ruso en Bucarest  junto con otros 3 parlamentarios "sobre el tema del memorándum relacionado con la Paz de Bucarest", discutiendo una "posición de neutralidad de Rumania" en la invasión, sin la aprobación para la representación por parte de la directiva del Parlamento. Uno de esos parlamentarios era el diputado del PSD Dumitru Coarnă, que fue expulsado del partido poco después de la reunión.
Posteriormente fue elogiada por Killnet, un grupo de hackers informáticos prorruso que lanzó en 2022 una serie de ciberataques contra múltiples sitios web rumanos, después de que dijera que Rumania no debe implicarse en la guerra de Ucrania. En marzo de 2023, propuso un proyecto de ley en el Parlamento rumano para la anexión por parte de Rumanía del norte de Bucovina, la región de Hertsa, Budzhak, el norte de Maramureș y la Isla de las Serpientes de Ucrania, ya que eran "territorios históricos" que pertenecían a Rumania como se afirmaba en el proyecto de ley. En represalia, Ucrania anunció que impondría sanciones contra Șoșoacă, considerándola una amenaza para la seguridad nacional ucraniana. En febrero de 2023, acusó a Estados Unidos de haber provocado los terremotos de Turquía y Siria utilizando un arma sísmica. El 21 de noviembre, Diana interrumpió una sesión privada en el Parlamento de Rumania, durante la cual se presentaron imágenes de la guerra Israel-Gaza de 2023, gritando "Palestina". Durante el conflicto adoptó una postura blanda a favor de Palestina, afirmando que Rumania debería ser neutral y mediar en el conflicto, que Hamás no representa a todos los palestinos y que Israel también estaba cometiendo crímenes de guerra. Durante un acto del Día de la Amistad Rumania-Israel en el Parlamento rumano, gritó "Viva la Guardia" en señal de protesta, en referencia a la Guardia de Hierro de Rumania.
En junio de 2024 fue elegida miembro del Parlamento Europeo. Propuso que el Parlamento fuera «bendecido» y «purificado» por un sacerdote. En la primera sesión plenaria, se cubrió la boca con un bozal en señal de protesta durante el discurso inaugural de Ursula von der Leyen. Más tarde, protestó en voz alta cuando la eurodiputada francesa Valérie Hayer propuso que se incluyera el derecho al aborto en la Carta de Derechos Fundamentales de la Unión Europea. Tras interrumpir varias veces el discurso de Hayer, fue expulsada de la sala.
Șoșoacă tenía la intención de presentarse a la presidencia de Rumania en las elecciones de 2024. Sin embargo, la Corte Constitucional le impidió presentarse, por lo que su nombre fue eliminado de la lista de candidatos. Șoșoacă reaccionó afirmando que «[e]sto demuestra que los estadounidenses, los judíos y la Unión Europea han conspirado para amañar las elecciones rumanas antes de que empiecen». El fallo del tribunal, que se decidió por 5 votos a 2, recibió críticas por tener motivación política, entre otros por parte del Partido Nacional Liberal, que anunció que pondría fin a su coalición de gobierno con el Partido Socialdemócrata como consecuencia de ello.